# هگزن: فراتر از هرتیک
«هگزن» (انگلیسی: Hexen: Beyond Heretic) یک بازی ویدئویی در سبک تیراندازی اول شخص است که توسط id Software و در سال ۱۹۹۵ و در پلت‌فرم‌های نینتندو ۶۴، لینوکس، و پلی‌استیشن منتشر شده‌است.